# Рифт Бахр-ель-Араб

Рифти Судану та Кенії

Рифт Бахр-ель-Араб — провідна геологічна зона південно-західного Судану.

## Склад
Рифт Бахр-ель-Араб складається з грабену Баггара, між Центрально-Африканською Республікою і Нубійськими горами на сході, і грабеном Судд далі на південь. 

## Розташування
Завершується на півночі порушеними мезозойськими відкладеннями, на півдні вулканічною провінцією Дарфур. Улоговина Бабанусе є величезним розломом, що збільшується у південному напрямку, досягаючи глибини 5 км на нафтовому родовищі Юніті і в 11 км на нафтовому родовищі Бентіу